# Christine Cicot
Christine Cicot, född den 10 september 1964 i Libourne, Frankrike, är en fransk judoutövare.
Hon tog OS-brons i damernas tungvikt i samband med de olympiska judotävlingarna 1996 i Atlanta.